# SKA'SH ONIONS
SKA'SH ONIONS는 일본 후쿠오카출신의 록 밴드이다. 2001년 7인조 스카밴드로 결성해 2004년과 2005년의 썬셋 라이브 연속 출연으로 유명세를 타기 시작해 수많은 메이저 아티스트와도 협연했다. 브라스, 록 그리고 스카가 잘 혼합된 음악을 연주한다.
규슈후쿠오카발 BRASS×ROCK×SKA BAND, 썬셋 라이브(Sunset Live) 2004, 2005의 출연 이후 SKA☆ROCKETS, DOBERMAN, ARTS등과 교류하며 활동의 폭을 넓히고 있으며, 2005년 12월 2006년 6월 2006년 8월에는 부산공연을 성공적으로 마쳤다.

## 음반 목록
- All That SKA
- SKANKIN' ROCCA RHYTHM
- Life Time Haker
- Ladrop

## 싱글 목록
- A WAY IS CHANGED / THE ONE
- keep to anything
- ska-chips
- Rudie / FUN TIME
- Rat race / バチカの旅
- 福岡レゲエ魂 Project -全国版-
- 福岡レゲエ魂 Project -九州限定版-